# 小行星3481
小行星3481，又称为香炉峰星，是由北京天文台在1982年2月19日发现的主带小行星。
小行星3481以北京市海淀区香山公园香炉峰命名。